# Hyphessobrycon hexastichos
Hyphessobrycon hexastichos és una espècie de peix de la família dels caràcids i de l'ordre dels caraciformes.

## Hàbitat
Viu a àrees de clima tropical.

## Distribució geogràfica
Es troba a Sud-amèrica: riu Tapajós (Brasil).